# Happy Madison Productions
Happy Madison Productions est une société de production créée par l'acteur Adam Sandler en 1999. Le nom de la société provient d'Happy Gilmore et Billy Madison, films dont Sandler est l'acteur vedette.
Il existe deux filiales d'Happy Madison : Madison 23 Productions, qui produit des films dramatiques et Scary Madison, qui produit des films d'horreur.

## Filmographie
Les films présentés ici sont pour la plupart distribué par Columbia Pictures, sauf ceux indiqués.

### Cinéma
- 1999 : Gigolo à tout prix (Deuce Bigalow : Male Gigolo), de Mike Mitchell (distribué par Touchstone Pictures)
- 2000 : Little Nicky, de Steven Brill (distribué par New Line Cinema)
- 2001 : Animal ! L'Animal... (The Animal), de Luke Greenfield
- 2001 : Joe La Crasse (Joe Dirt), de Dennie Gordon
- 2002 : The Master of Disguise, de Perry Andelin Blake
- 2002 : Huit nuits folles d'Adam Sandler (Eight Crazy Nights), de Seth Kearsley
- 2002 : Une nana au poil (The Hot Chick), de Tom Brady (distribué par Touchstone Pictures)
- 2003 : Self Control (Anger Management), de Peter Segal
- 2003 : Dickie Roberts : ex-enfant star (Dickie Roberts: Formed Child Star), de Sam Weisman (distribué par Paramount Pictures)
- 2004 : Amour et Amnésie (50 First Dates), de Peter Segal
- 2005 : Mi-temps au mitard (The Longest Yard), de Peter Segal (co-distribué avec Paramount Pictures)
- 2005 : Gigolo malgré lui (Deuce Bigalow : European Gigolo), de Mike Bigelow
- 2006 : Le Garçon à mamie (Grandma's Boy), de Nicholaus Goossen (distribué par 20th Century Fox)
- 2006 : La Revanche des losers (The Benchwarmers), de Dennis Dugan
- 2006 : Click : Télécommandez votre vie (Click), de Frank Coraci
- 2007 : Quand Chuck rencontre Larry (I Now Pronounce You Chuck and Larry), de Dennis Dugan (distribué par Universal Pictures)
- 2008 : Strange Wilderness, de Fred Wolf (distribué par Paramount Pictures)
- 2008 : Rien que pour vos cheveux (You Don't Mess With The Zohan), de Dennis Dugan
- 2008 : Histoires enchantées (Bedtime Stories), d'Adam Shankman (distribué par Walt Disney Pictures)
- 2008 : Super blonde (House Bunny), de Fred Wolf
- 2009 : Paul Blart : Super Vigile (Paul Blart : Mall Cop), de Steve Carr
- 2010 : Copains pour toujours (Growns Up), de Dennis Dugan
- 2011 : Le Mytho - Just Go With It (Just Go With It), de Dennis Dugan
- 2011 : Zookeeper, de Frank Coraci
- 2011 : Bucky Larson : super star du X (Bucky Larson : Born to Be a Star), de Tom Brady
- 2011 : Jack et Julie (Jack and Jill), de Dennis Dugan
- 2012 : Crazy Dad (That's My Boy), de Sean Anders
- 2012 : Prof poids lourd (Here Comes the Boom), de Frank Coraci
- 2013 : Copains pour toujours 2 (Grown Ups 2) de Dennis Dugan
- 2015 : Pixels de Chris Columbus
- 2016 : The Do-Over de Steven Brill
- 2018 : Mariage à Long Island de Robert Smigel
- 2019 : Murder Mystery de Kyle Newacheck (distribué par Netflix)
- 2020 : The Wrong Missy de Tyler Spindel (en) (Netflix)
- 2020 : Hubie Halloween de Steven Brill
- 2022 : Le Haut du panier (Hustle) de Jeremiah Zagar
- 2023 : Gangsters par alliance (The Out-Laws) de Tyler Spindel
- 2025 : Happy Gilmore 2 de Kyle Newacheck

### Télévision
- 2004 : The Dana & Julia Show
- 2005 : Todd's Coma
- 2006 : Gay Robot
- 2007 : Leçons sur le mariage
- 2008 : The Gong Show with Dave Attell

### Madison 23 Productions
- 2007 : À Cœur ouvert (Reign Over Me), de Mike Binder
- 2009 : Funny People, de Judd Apatow (co-distribué par Universal Pictures)

### Scary Madison
- 2009 : The Shortcut de Nicholaus Goossen